# Олсуфьев, Алексей Васильевич
Граф Алексей Васильевич Олсуфьев (12.08.1831—09.06.1915) — русский генерал от кавалерии и филолог из рода Олсуфьевых, сын В. Д. Олсуфьева, хозяин подмосковной усадьбы Ершово.

## Биография
Назван в честь деда, адмирала А. Г. Спиридова.
- 1849 год — выпущен из Пажеского корпуса корнетом в лейб-гвардии Гусарский полк.
- 1849 год — участвовал в Венгерском походе.
- 1854—1855 годы — участвовал в Крымской войне.
- 1855—1863 годы — адъютант Великого князя Николая Николаевича-старшего.
- 1859 год — участвовал в боевых действиях на Кавказе.
- 1863—1865 годы — командир Нарвского гусарского полка.
- 1865—1872 годы — командир лейб-гвардии Гродненского гусарского полка.
- 1868 год — зачислен в Свиту ЕИВ.
- 1872—1873 годы — командир Варшавской гвардейской кавалерийской бригады.
- 1873 год — командир 3-й бригады 2-й гвардейской кавалерийской дивизии.
- 1873—1874 годы — числился в запасных войсках.
- 1877—1878 годы — участвовал в русско-турецкой войне.
- 1877—1880 год — состоял в прикомандировании к Главному интендантскому управлению.
- 1880—1884 годы — состоял по Военному министерству.
- 1884-после 1910 гг. — почетный опекун Московского присутствия опекунского совета учреждений Императрицы Марии.
- 1896—1906 годы — директор Измайловской военной богадельни Императора Николая I и член Александровского комитета о раненых.
- 1908—после 1914 — член Александровского комитета о раненых.

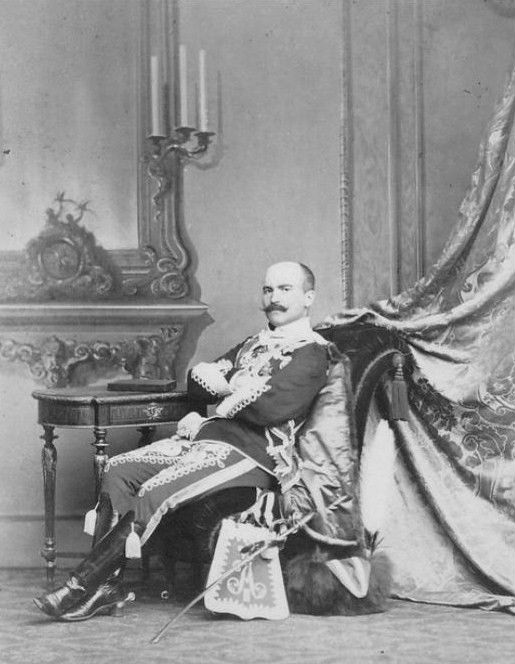
Граф Алексей Олсуфьев

Генерал Олсуфьев поддерживал дружеские отношения со своим бывшим сослуживцем Афанасием Фетом, который гостил у него в Ершове и посвящал стихи супругам Олсуфьевым.

## Труды
Главные его труды: рецензия на перевод Ювенала А. А. Фета (в «Журнале Министерства народного просвещения», 1886, № 3-8 и отдельное издание), с несколькими экскурсами, имеющими вполне самостоятельное значение (например, о XV сатире и о ссылке Ювенала в Египет), и биография Марциала (там же, 1890 г., № 1-4, также отдельное издание, Москва, 1890) — самая обстоятельная работа о Марциале не только в русской, но и в иностранной литературе того времени.

## Семья

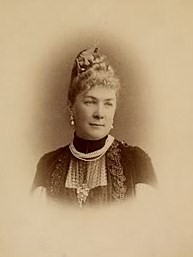
Александра Олсуфьева

Был женат на своей двоюродной племяннице фрейлине Александре Андреевне Миклашевской (1846—1929), дочери украинского фарфорозаводчика А. М. Миклашевского. Владела имением Волокитино в Черниговской губернии, и домами в Москве: на Поварской, Тверской и Дмитровке. Занимала высокие посты при дворе: с 1892 года обер-гофмейстерина великой княгини Елизаветы Фёдоровны; с 1910 года статс-дама императрицы Марии Фёдоровны, с 1896 года кавалерственная дама ордена Св. Екатерины (малого креста).
По словам Ф. Ф. Юсупова, супруги Олсуфьевы были милейшей четой, «графиня походила на маркизу 18 века, супруг её был лыс, пухл и глух, как тетерев. Когда надевал он, свой гусарский мундир, сабля его, больше, чем он сам, волочилась по земле с адским грохотом. Потому графиня вечно тревожилась за его саблю в церкви».
После революции Олсуфьева иммигрировала в Италию, жила на собственной вилле «Русалка». Умерла в Сан-Ремо. В браке имели двух сыновей:
- Андрей (1870—1933)
- Василий (1872—1924), обустроил во Флоренции русский уголок. От брака с дочерью П. А. Шувалова у него было четыре дочери и сын — Александра (1906—1989), Мария (16.11.1907; Флоренция—1988), переводчица русской литературы на итальянский, Дарья (1909—1963), жена «чёрного князя» Боргезе[3], Ольга (1912), и Алексей (1913—1941, стал офицером итальянского флота, погиб во время Второй мировой войны[4]).

## Военные чины
- 1849 год — корнет
- 1849 год — поручик
- 1852 год — штабс-ротмистр
- 1855 год — ротмистр
- 1860 год — произведен в полковники за боевые отличия
- 1866 год — произведён в генерал-майоры за отличие
- 1878 год — произведён в генерал-лейтенанты за отличие
- 1892 год — произведён в генералы от кавалерии за отличие

Российской Империи:
- 1856 год — Орден Святого Станислава 3 ст.
- 1859 год — Орден Святой Анны 3 ст.
- 1859 год — Орден Святого Владимира 4 ст. с мечами и бантом
- 1861 год — Орден Святого Станислава 2 ст. с Императорской короной
- 1863 год — Орден Святой Анны 2 ст.
- 1865 год — Орден Святого Владимира 3 ст. с мечами
- 1867 год — Орден Святого Станислава 1 ст.
- 1870 год — Орден Святой Анны 1 ст.
- 1873 год — пожалована Императорская корона к ордену Святой Анны 1 ст.
- 1879 год — Орден Святого Владимира 2 ст.
- 1883 год — Орден Белого орла
- 24.04.1888 год — Орден Святого Александра Невского
- 14.05.1896 год — награждён бриллиантовыми знаками к ордену Святого Александра Невского.
- 1901 год — Орден Святого Владимира 1 ст.

Иностранных государств:
- 1857 год — Командорский крест ордена Святых Маврикия и Лазаря (Италия)
- 1861 год — Орден Красного орла 2 ст. (Пруссия)
- 1868 год — Ольденбургский Орден Заслуг Петра-Фридриха-Людвига 2 ст. со звездой
- 1896 год — Гессенский Орден Людвига большой крест
- 1878 год — Орден Звезды Румынии 2 ст. со звездой (Румыния)
- ? — Орден Подвязки - звезда и знак на ленте на первом портрете (Великобритания)